# Felice D. Gaer
 (avril 2025).
Pour les articles homonymes, voir Gaer.
Felice Diane Gaer (16 juin 1946 - 9 novembre 2024) est une défenseure des droits de l'homme et militante américaine. Elle a été membre pendant 11 ans et ancienne présidente de la Commission des États-Unis sur la liberté religieuse internationale. Elle est membre de la Commission nationale des États-Unis auprès de l'UNESCO.
Gaer a dirigé l'Institut Jacob Blaustein pour l'avancement des droits de l'homme de l'American Jewish Committee (Comité juif américain), qui effectue des recherches et mène des actions de sensibilisation pour renforcer les droits de l'homme internationaux. Gaer a siégé à la Commission des États-Unis sur la liberté religieuse internationale, après avoir été nommée par l'administration Clinton et renommée par l'administration Bush et l'administration Obama, puis par la présidente de la Chambre des représentants, Nancy Pelosi.
Gaer a été la première Américaine à siéger en tant qu’experte indépendante au Comité des Nations unies contre la torture. Elle en a été la vice-présidente. Gaer était également membre du Council on Foreign Relations.

## Jeunesse et éducation
Gaer naît à Englewood (New Jersey), le 16 juin 1946,. Elle est diplômée du Wellesley College avec une licence en sciences politiques (1968). À l'université Columbia, elle obtient une maîtrise de lettres en 1971 et une maîtrise en philosophie et en sciences politiques en 1975.

## Carrière
Au cours de sa carrière, Gaer a travaillé dans le domaine des droits de l'homme, tant au niveau national qu'international, au sein de divers comités et commissions.

### Nations Unies
À partir de 2000, elle est experte indépendante au Comité des Nations unies contre la torture. Elle devient vice-présidente de ce comité en 2009. Elle est également rapporteuse sur le genre au sein du même comité de 2001 à 2006 et rapporteuse de suivi sur la conformité des pays de 2003 à 2014.

### États-Unis
Gaer a été un membre public et/ou un conseiller public de différentes délégations américaines :
- Conférence mondiale des Nations unies sur les droits de l'homme, Vienne (juin 1993)
- Conférence mondiale des Nations unies sur les femmes, Pekin (septembre 1995)
- Conférence préparatoire, Conférence mondiale pour les établissements humains (février 1996)
- Commission des droits de l'homme des Nations unies (2003-2006)

Elle est membre de la Commission des États-Unis sur la liberté religieuse internationale (en anglais : US Commission on International Religious Freedom, USCIRF) de 2001 à 2012. Pendant cette période, elle est présidente de la Commission (2002-2003), puis vice-présidente (2003-2006), et à nouveau présidente (2006-2009). 
Gaer devient membre à titre temporaire du Council on Foreign Relations de 1976 à 1981, puis membre à vie en 1991. Elle est commissaire de la Commission nationale des États-Unis auprès de l’UNESCO à partir de 2012.
Elle siège à de nombreux autres comités, associations et conseils, notamment :
- Présidente de la Commission internationale des amis des droits de l'homme du Chili (1985-1990)
- Ligue internationale des droits de l'homme, Conseil des gouverneurs (1991-2005)
- Fondation Carter, Université Emory, Conseil international des droits de l'homme (1994-2003)
- Human Rights Watch, Comité consultatif de la division Europe et Asie centrale (1996-2024)
- Présidente de la Coalition nationale pour le 50e anniversaire de la Déclaration universelle des droits de l'homme, Comité directeur (1997-1999)
- Institut Franklin et Eleanor Roosevelt, Conseil d'administration (2001-2004) et Conseil des gouverneurs (2001-2004)
- Centre Eleanor Roosevelt de Val-Kill, Conseil d'administration (2004-2009)
- Présidente du groupe de travail Leo Nevas sur les droits de l'homme, Association des Nations unies des États-Unis (depuis 2011)

Elle témoigne devant de nombreux comités du Congrès des États-Unis sur les relations internationales, les droits de l’homme, la justice et la Commission Tom Lantos.

### Au-delà du service public
Gaer participe à divers comités, organisations et associations.
Elle est chargée de programme à la division internationale des organisations internationales de la Fondation Ford (1974-1981). Elle est directrice exécutive de la Ligue internationale des droits de l'homme (1982-1991), puis directrice exécutive des programmes européens de l'Association des Nations unies des États-Unis (1991-1992).
Elle est directrice de l'Institut Jacob Blaustein pour la promotion des droits de l'homme du Comité juif américain à partir de 1993. En 2010, elle est professeur titulaire au département d'histoire de l'Université de Californie à Los Angeles (UCLA).
Gaer décède d'un cancer du sein métastatique à New York, le 9 novembre 2024, à l'âge de 78 ans. Stephen Schneck, président de l'USCIRF à l'époque, a déclaré : « Ses efforts pour mettre en lumière les façons uniques dont les femmes subissent les violations de la liberté de religion et les implications de l'antisémitisme sur la liberté de religion ont été déterminants et ont eu un impact significatif ».

## Publications (sélection)

### Ouvrages
- Avec Christen L. Broecker, The United Nations High Commissioner for Human Rights: Conscience for the World, Martinus Nijhoff Publishers, 2013 (ISBN 9004254242)

### Articles de revues
- Gaer, « First fruits: Reporting by states under the African Charter on Human and Peoples' Rights », Netherlands Quarterly of Human Rights, vol. 10,‎ 1992, p. 29–42 (DOI 10.1177/016934419201000103, S2CID 151423739)
- Gaer, « Reality check: human rights nongovernmental organisations confront governments at the United Nations », Third World Quarterly, vol. 16,‎ 1995, p. 389–404 (DOI 10.1080/01436599550035960)
- Gaer, « UN-Anonymous: Reflections on human rights in peace negotiations », Human Rights Quarterly, vol. 19,‎ 1997, p. 1–8 (DOI 10.1353/hrq.1997.0004, S2CID 144922420)
- Gaer, « Implementing international human rights norms: UN human rights treaty bodies and NGOs », Journal of Human Rights, vol. 2,‎ 2003, p. 339–357 (DOI 10.1080/1475483032000133024, S2CID 145657757)
- Gaer, « Human rights NGOs in UN peace operations », International Peacekeeping, vol. 10,‎ 2003, p. 73–89 (DOI 10.1080/714002398, S2CID 144132062)
- Gaer, « A voice not an echo: universal periodic review and the UN treaty body system », Human Rights Law Review, vol. 7,‎ 2007, p. 109–139 (DOI 10.1093/hrlr/ngl040, lire en ligne)
- Leo, Gaer et Cassidy, « Protecting Religions from Defamation: A Threat to Universal Human Rights Standards », Harv. JL & Public Policy, vol. 34,‎ 2011, p. 769 (lire en ligne)
- Gaer, « 'If Not Now, When?' Jewish Advocacy for Freedom of Religion », The Review of Faith & International Affairs, vol. 10,‎ 2012, p. 73–79 (DOI 10.1080/15570274.2012.706092, S2CID 143551342)

### Entrées de l'encyclopédie
- Felice Gaer, « Eleanor Roosevelt and the American Association of the United Nations », dans Maurine Hoffman Beasley, Holly Cowan Shulman et Henry R. Beasley, The Eleanor Roosevelt Encyclopedia, Greenwood Publishing Group, 2001 (ISBN 9780313301810, lire en ligne)
- Felice Gaer, « Religious Freedom », dans David P. Forsythe, Encyclopedia of Human Rights, Vol. 1. Oxford University Press, 2009 (ISBN 9780195334029, lire en ligne)